# Зографские листки

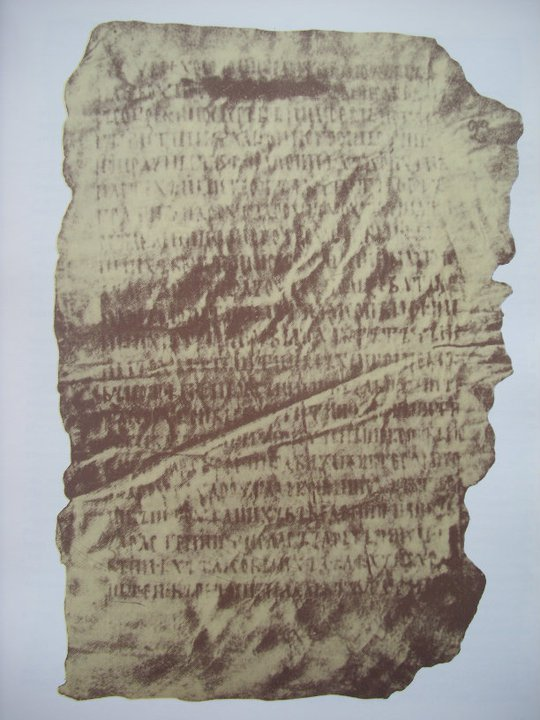

Зографские листки — два листка пергамена со старославянским кириллическим текстом (отрывок перевода монашеских правил Василия Великого), датируемые XI веком. Были найдены П. А. Лавровым в 1906 году в Зографском монастыре на Афоне (там же и хранятся).
По словам первооткрывателя, это были плохо сохранившиеся и выцветшие листки, найденные в одном из шкафов монастырской библиотеки, но не внесённые в её каталоги.

## Издания
- P. Lavrov, M. Dolobko. Les feuillets du Zograph. Paris: Institut d'études slaves, 1926 (это две статьи из журнала Revue des Études slaves, tome VI, 1926, изданные отдельной брошюрой). Описаны только три из четырех страниц (потому что фотограф напутал и вместо четвёртой страницы снял одну дважды, а потом наступили всяческие пертурбации, начиная с австрийской аннексии Боснии), приложены фотографии, чтение текста, индекс слов и т. п.
- P. Lavrov, A. Vaillant. Les feuillets du Zograph. Supplément. Paris: Institut d'études slaves, 1930 (статья из Revue des Études slaves, tome X, 1930, изданная отдельной брошюрой). Текст всех четырёх страниц в лучшем прочтении, найденный параллельный греческий текст, греческий указатель и т. д.
- А. Минчева. Старобългарски кирилски откъслеци. София, 1978. «Зографским листкам» посвящены стр. 39—45.